# Lon Nol
Lon Nol (ur. 13 listopada 1913 w Prey Vêng, zm. 17 listopada 1985 w Fullerton, Kalifornia) – kambodżański polityk i wojskowy. Prezydent Republiki Khmerów (Kambodża) w latach 1972–1975.

## Życiorys
Nol kształcił się w  Liceum Chasseloup-Laubat w Sajgonie, a następnie w Królewskiej Akademii Wojskowej. W drugiej połowie lat 30. podjął pracy urzędnika. W 1946 roku został gubernatorem prowincji Kracheh. Stał się współpracownikiem panującego monarchy Sihanouka. W armii kambodżańskiej dosłużył się stopnia generalskiego. Po raz pierwszy ministrem obrony został w latach 60. W rządzie zajmował stanowisko proamerykańskie. Za zgodą króla Sihanouka pod pretekstem „działalności wywrotowej” i rzekomej „służalczości” tej frakcji względem Hanoi rozprawił się z lewicową Partią Ludową. 11 września 1966 roku odbyły się pierwsze w historii kraju „wolne wybory”, w których, na skutek fałszerstw, 75% mandatów w Zgromadzeniu Narodowym zdobyli konserwatyści. Lon Nol został przez nich desygnowany na premiera, a duże wpływy w rządzie zdobył ultrakonserwatywny członek rządzącego klanu Sisowath Sirik Matak, znany z wrogości wobec Sihanouka. Rządy Lon Nola doprowadziły do napięć społecznych i stworzyły korzystne warunki do budowy na obszarach wiejskich partyzantki komunistycznej. 11 marca 1967 w miejscowości Battambang wybuchło powstanie chłopskie. Powstanie rozprzestrzeniło się na cały rejon. Lon Nol pod nieobecność króla, lecz działając za jego zgodą, ogłosił stan wojenny. W wyniku represji jego rządu zginęły setki chłopów, a całe wioski zostały zniszczone. Po powrocie do kraju król zmusił Lon Nola do dymisji. Kryzys spowodował, że radykalna frakcja Komunistycznej Partii Kambodży, określana jako Czerwoni Khmerzy, przyciągnęła tysiące rekrutów, którzy utworzyli oddziały partyzanckie, a Lon Nol w oczach chłopstwa zaczął kojarzyć się z brutalnymi represjami.
W listopadzie 1968 roku, w obliczu postępującej rebelii, król przywrócił Lon Nola do rządu. Lon ponownie został ministrem obrony, a gdy w 1969 roku król utworzył Rząd Ocalenia Narodowego, Lon Nol został premierem. 
Podczas gdy król udał się do Francji, w kraju wybuchły częściowo sponsorowane przez jego rząd antywietnamskie zamieszki. Lon Nol nie zrobił nic, aby je powstrzymać, a ponadto wysłał ultimatum do sił Vietcongu, żądając wycofania się jednostek z terenów Kambodży, grożąc podjęciem przeciwko nim działań wojskowych. 18 marca 1970 roku Lon Nol złożył wniosek o odsunięcie króla od władzy. W wyniku głosowania król został pozbawiony władzy, a Lon zwiększył zakres swojej władzy. Odsunięcie od władzy króla spowodowało protesty przeciwko Lon Nolowi. W trakcie zamieszek z rąk tłumu zginął brat Lon Nola, Lon Nil, któremu to rozwścieczony tłum wyrwał wątrobę, która została następnie zjedzona. Lon Nol winą za chaos w kraju obarczył liczącą około 400 tysięcy osób mniejszość wietnamską. Wojsko z jego rozkazu dokonywało masakr ludzi pochodzenia wietnamskiego. Wietnam Północny, Wietnam Południowy i Vietcong potępiły czystki.
Generał w miejsce królestwa powołał Republikę Khmerów. Po odejściu Sihanouka oddziały amerykańskie i południowowietnamskie weszły do Kambodży w pościgu za partyzantką wietnamską. Wkrótce potem eskalacji uległy walki między armią rządową i oddziałami Czerwonych Khmerów. Lon Nol zwrócił się do Stanów Zjednoczonych o pomoc, uzyskując decyzją Kongresu USA 155 mln USD pomocy wojskowej, jednak nie zdołało to powstrzymać Czerwonych Khmerów, którzy w 1975 zajęli Phnom Penh. Generał Lon Nol uzyskał po ucieczce z kraju azyl na Hawajach. Od 1979 mieszkał w Kalifornii, gdzie zmarł na zawał serca w  wieku 72 lat.
Lon Nol był znany z okrucieństwa – niektórzy komentatorzy tłumaczyli to przeżyciami z młodości, gdy musiał znosić złe traktowanie dzieci w szkole, prowadzące go do przekonania, że brutalność jest jedynym sposobem przeżycia.
Ze związku z Sovanną Lon miał 9 dzieci.